# آلپایوو
آلپایوو (انگلیسی: Alpayevo) یک شهرک در شهرستان شارانسکی استان باشقیرستان کشور روسیه است.